# ディーン・フジオカ
ディーン・フジオカ（英語: Dean Fujioka、中国語: 藤岡靛、1980年〈昭和55年〉8月19日 - ）は、俳優、シンガーソングライター、映画監督、プロデューサー、モデル。福島県須賀川市出身。本名は藤岡 竜雄（ふじおか たつお）。アミューズ所属。所属レコード会社およびレーベルはA-Sketch。公式ファンクラブは「FamBam」。

## 俳優活動

### デビュー当時
1997年、第10回ジュノン・スーパーボーイ・コンテストに出場した。応募は本人ではなく、妹が勝手にしていた。最終選考まで残る。
2004年、香港のクラブにおいて飛び入りでラップを披露していたところ、客席にいたファッション雑誌編集者にスカウトされる。香港を拠点に雑誌や広告、ファッションショーなどでモデルとして芸能活動を開始。
2006年、台湾ドラマの創始者とも言える柴智屏と出会い契約、台湾のデビューを果たす。活動拠点を香港から台北へ移し、台湾TVドラマ『スクール・ロワイアル〜極道學園〜』に出演。包偉銘や包小柏や王傳一（ワン・チュアンイー）と共演。ヤンヤン・マク監督の香港映画『八月の物語』の主演に抜擢された（撮影：2005年）。その映画作品が各国の映画祭（上映：2006年 - 2007年）に出品されたことにより俳優としての注目が高まる。
2007年、台湾で高視聴率をマークしたTVドラマ『ホントの恋の*見つけかた』で徐熙媛（バービー・スー）や羅志祥（ショウ・ルオ）と共演。DEANは天才ピアニストを演じた。台湾で初の映画『サマーズ・テイル〜夏のしっぽ〜』に出演。作品中では張睿家（レイ・チャン）や鄭宜農や林涵と共演。
2008年、柴智屏制作の台湾ドラマ『笑うハナに恋きたる』に出演、楊丞琳（レイニー・ヤン）や潘瑋柏（ウィルバー・パン）と共演。同作は台湾だけではなく、中華圏全土や日本や東南アジアなど各国で放送された。その後、台湾の事務所と契約を更新せずにフリーランスとしてジャカルタに行く。
2011年、日本統治時代の台湾に関する歴史を題材にした長編映画『セデック・バレ』に出演。日本では2013年4月20日に公開された。私生活でも親しい友人たちである呉建豪（ヴァネス・ウー）や洪天祥（ジミー・ハン）や涂百鋒（エリック・チュウ）や隆宸翰（クリス・ルン）と共演した『夢の向こう側〜ROAD LESS TRAVELED〜』が制作。日本では2013年6月に公開された。
映画公開を記念して、6月1日と2日に行われた舞台挨拶で主演ヴァネス・ウー、ディーン・フジオカ、エリック・トゥー、ジミー・ハンから、映画のラストシーンで使っているギターを、東日本大震災の復興のために役立ててほしいと出演者サイン入りギターのオークション参加を発表。舞台挨拶の当日に楽屋裏で4人がサインを書き入れ、舞台挨拶でも使われた。
【みんなのチャリティー募金】
出品タイトル：映画『夢の向こう側〜ROAD LESS TRAVELED〜』出演者サイン入りギター
（ヴァネス・ウー、ジミー・ハン、ディーン・フジオカ、エリック・トゥーの直筆サイン入り)
出品開始日 6月12日(水)～　
出品者アカウントはroadlesstraveledjapan
俳優業とは別にクリエイターとして独自のネットワークと言語を駆使し、アートとエンターテイメントを融合する表現活動の可能性を模索していたところ、2011年に現所属事務所・アミューズと出会いUTC+7 - +9の時間軸の中で、アジアを中心とした縦移動のライフスタイル／ワークスタイルに双方共感し所属契約を交わす。
2012年、人気テレビシリーズ蔡岳勳監督作品『ブラック&ホワイト』の映画版『ハーバー・クライシス〈湾岸危機〉 Black & White Episode 1』にて趙又廷（マーク・チャオ）と共演、情報局員のリー捜査官役で出演。台湾史上初の総制作費10億円をかけた本作は中国でも大ヒットし、日本では2012年9月に公開。ジャパンプレミアの際にDEANは日本代表出演者として紹介される。
2013年、映画『I am ICHIHASHI 逮捕されるまで』にて、日本の作品で初めて監督・主演・主題歌の全てを務める。当初は俳優としてのみの参加であったが、プロデューサーの意向で監督としてもオファーを受け、実在の殺人犯を演じるだけではなく自らメガホンを取ることによって生じるリスクを覚悟した上でやると決めた。
2014年8月、NHK BSプレミアム『撃墜 3人のパイロット〜命を奪い合った若者たち〜』で、日本のテレビドラマに初出演を果たす。10月から放送の北米のドラマ『荒野のピンカートン探偵社』では、準レギュラーの役を演じる。

### 日本でのブレイク

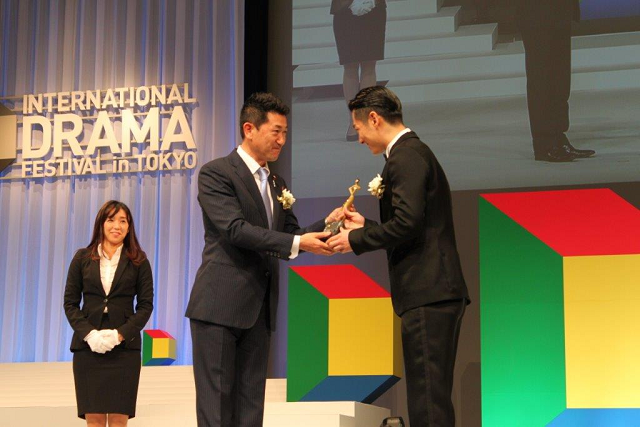
2016年11月、東京ドラマアウォード授賞式で助演男優賞を受賞したフジオカ

2015年、木曜劇場『探偵の探偵』にて、日本の連続ドラマに初出演を果たす。9月28日から放送のNHK連続テレビ小説『あさが来た』にて、五代友厚役を演じる。
2016年、第88回ザテレビジョンドラマアカデミー賞（2016年1月 - 3月クール）において『あさが来た』が賞を多数受賞。“五代様ブーム”も評価され、ザテレビジョン特別賞を受賞した。また、1月から放送のTBS系ドラマ『ダメな私に恋してください』に出演。ヒロインの“ドSな元上司”役が話題になる。7月18日にはNHK特集ドラマ『喧騒の街、静かな海』にて、日本のテレビドラマ初主演を務める。8月19日にオフィシャルファンクラブFamBamが発足。“Family Always Means Backing Any Member”の頭文字をとったこの名前には「お互いをバックアップし、支え合える家族のような関係に育っていきたい」という思いが込められている
。10月からは、TBS系ドラマ日曜劇場『IQ246〜華麗なる事件簿〜』に出演。
2017年4月からは、テレビ朝日系の報道番組『サタデーステーション』にインフルエンサーとして不定期に出演。これについて自身は「少しでも番組進行のお役に立てるよう、より良い未来につながる変化や気付きのきっかけを作る問いかけや提案をしていければ」とコメントしている。映画出演も相次ぎ、主演した『結婚』では結婚詐欺師の役を演じた。詐欺師役を演じるにあたって、映画の撮影開始に向けて「世の中的にはよろしくない人物が主人公ですが、その視点だからこそ見える愛の物語をお楽しみに」と解釈して現場に立つ準備をしていた。一方『鋼の錬金術師』では物語屈指の人気キャラクター、ロイ・マスタングを演じたことで話題となる。10月から放映された日本テレビ系日曜ドラマ『今からあなたを脅迫します』では武井咲とW主演を務める。
2018年4月からはフジテレビ系木曜劇場『モンテ・クリスト伯 -華麗なる復讐-』で初の連ドラ単独主演を務める。この時の演技が評価され、第12回コンフィデンスアワード・ドラマ賞主演男優賞を受賞する。出演映画も多数公開（『坂道のアポロン』『空飛ぶタイヤ』）され、中でも主演した『海を駆ける』（監督：深田晃司）はインドネシアが舞台。これについてDEANは「家族が住んでいたり自分の過去に縁のある国の一つです。音楽的にもジャカルタでアルバムを作ったりしていますので、いつかインドネシアに映画の撮影に来られたらいいなぁと思っていました」と語っている。
2019年1月、フジテレビ開局60周年特別企画SPドラマ『レ・ミゼラブル 終わりなき旅路』にて井浦新とW主演を務める。3月には、映画『空飛ぶタイヤ』の沢田悠太役で第42回日本アカデミー賞優秀助演男優賞を受賞。9月、三谷幸喜が監督した映画『記憶にございません!』に首相秘書官役で出演。10月から放送のドラマ『シャーロック アントールドストーリーズ』でフジテレビ月9初主演。11月には、漫画家北条司が総監督を務め、松下奈緒とW主演したオムニバス映画『エンジェルサイン』が公開。また、テレビ番組内での本人の発言が話題となり、台湾スイーツカフェ「台湾甜商店」とのコラボに発展。本人監修のタピオカドリンク「ディーンタピオカ」を期間限定で発売した。一方、「WEIBO account festival in Japan 2019」では自身初の司会を担当。日中文化交流アンバサダー賞も併せて受賞した。
2020年2月、「World Robot Summit 2020」のアンバサダーに就任。9月からTBS系ドラマ日曜劇場『危険なビーナス』に出演。
2021年2月から放送された『青天を衝け』にてNHK大河ドラマ初出演。2015年から2016年に放送された同局の朝ドラ『あさが来た』で好評だった五代友厚役を再び演じる。4月、自身のファンクラブ名をタイトルにした絵本『ふぁむばむ』を出す。また、「絵本を通じて子どもたちと共にカラフルな未来を作っていきたい」というDEANの想いから始まった支援プロジェクト「DEAN FUJIOKA絵本寄贈の旅#SavewithFamBam」もスタート。READYFORにてクラウドファンディングを実施した。集まった支援金は絵本の収益の一部と併せ、国際NGO『セーブ・ザ・チルドレン』協力の下、日本国内とアジアの子どもたちへの学びの機会の提供のために役立てられる。6月、自身初の公式写真集『Z-Ero(ゼロ)』を発売。7月からはフジテレビ系木曜劇場『推しの王子様』に出演。11月、ファッションブランドコーチの日本初、メンズ部門のアンバサダーに就任する。12月には、声優に初挑戦したアニメ映画『フラ・フラダンス』が公開。年末には、大阪証券取引所の大納会にて初代・打鐘ゲストとして参加。
2022年1月、自身が企画・プロデュースを手掛けた主演映画『Pure Japanese』（監督：松永大司）が公開。3月には、テレビ朝日系ドラマ『津田梅子〜お札になった留学生〜』に森有礼役で出演し、4月からは日本テレビ系土曜ドラマ『パンドラの果実〜科学犯罪捜査ファイル〜』にて主演を務める。映画出演も相次ぐ。5月と6月には、2017年公開の実写映画『鋼の錬金術師』の続編に当たる完結編二部作が公開。また、2019年に主演したテレビドラマの続編に当たる映画『バスカヴィル家の犬 シャーロック劇場版』も6月に公開された。9月からは、『HOTEL -NEXT DOOR-』でWOWOWのドラマWに初登場・初主演を果たす。一方、菓子製造・販売会社のたねやと共同開発した羊羹「ディーン・フジようかん」を発売。この羊羹のコーヒーソースに使われているインドネシア産（アチェ州ガヨ地区）コーヒーの購入代金の一部は、The Orang Utan Regenwald GmbHを通じ、絶滅危惧種のオランウータンが住む森の環境保護や、現地の生産者の生活を豊かにすることを目指したプロジェクト「Sumatran Orangutan Conservation Programme」の活動費用に役立てられる。
2023年1月から、テレビ朝日系火曜ドラマ『星降る夜に』に出演。4月、NHK連続テレビ小説『らんまん』に天狗／坂本龍馬役で出演。9月からは、フジテレビ系水曜ドラマ『パリピ孔明』に出演。劉備役とナレーションを全編中国語で務める。
2024年1月、NHKの特集ドラマ『正直不動産スペシャル』、その翌週から放送のドラマ10『正直不動産2』に出演。4月には、日本語吹き替え版のゲスト声優として参加した『映画 きかんしゃトーマス 大冒険!ルックアウトマウンテンとひみつのトンネル』が公開。6月、2022年に主演したテレビドラマ『パンドラの果実〜科学犯罪捜査ファイル〜』の続編に当たる「最新章SP」（日本テレビ系）が放送、「Season3」（Hulu）が配信される。また、Netflixの台湾ドラマ『次の被害者』Season2に出演。全編中国語で務めた。8月には、映画『ラストマイル』が公開。9月、自身のオフィシャルファンクラブFamBamの第二章としてアプリ「FamBam」をリリースする。また同月、WWFジャパン親善大使への就任が発表される。10月、自身もプロデュースに参加したW主演映画『オラン・イカン』（日本公開未定）が、第37回東京国際映画祭の「ガラ・セレクション」部門に選出。レッドカーペットイベントに登場した。その2日後の映画のワールドプレミアでは、上映後、監督のマイク・ウィルアンと共にQ&Aに登壇した。11月、山形国際ムービーフェスティバルに2022年公開の映画『Pure Japanese』が招待作品として上映され、その後の舞台挨拶に出席した。
2025年2月、前年に出演したテレビドラマのスピンオフとなる『正直不動産ミネルヴァSpecial』に主演。3月、第18回アジア・フィルム・アワードで日本人初のAFAアンバサダーを務める。4月、TBS系ドラマ『対岸の家事〜これが、私の生きる道!〜』に出演。一方、映画出演が相次ぎ『アンジーのBARで逢いましょう』や『おいしくて泣くとき』のほか、2023年に出演したテレビドラマの続編に当たる映画『パリピ孔明 THE MOVIE』も公開され、引き続き、劉備役とナレーションを務める。5月、映画『父と僕の終わらない歌』に出演。

## 音楽活動
幼少期からピアノ教師だった母の影響でピアノを始める。その後ギターに興味を持ち、高校生活でメタルやオルタナティブ・ロックなどのバンド活動を行う。
2008年ジャカルタに住居を移したと同時にDJ SUMO（Sumantri）と出会い、インドネシアで本格的に音楽活動を開始。自ら作詞、作曲、プロデュースを手掛ける。starRoを始めmabanuaやUTAなど多くの楽曲クリエイターとのコライトや、海外アーティストとのコラボレーションを積極的に行っている。作詞では日本語以外に英語、中国語を楽曲のコンセプトに合わせて使い分けている。作曲は1stアルバムではギターを使った制作を主としていたが、2ndアルバム以降は主にDAWを入れたラップトップを持ち歩いてトラックを作るスタイルへと変化している。
主なDAWとしてAbleton Live やPreSonus Studio One、Avid Pro Toolsを使用している。J-POPの枠に囚われず、新しいサウンドを模索しながらライフワークとして楽曲制作に取り組んでいる。自ら音楽マニアと言うほど欧米やアジアの音楽に精通しており、星野源との対談やラジオ共演ではお互いの音楽知識で盛り上がったこともある。また、ドリカム吉田美和が自身のラジオで「才能を感じるアーティスト」として上げたこともあり、緻密な楽曲制作には業界でも定評がある。
2013年、映画『I am ICHIHASHI 逮捕されるまで』にて『My Dimension』が主題歌として採用。この曲は「僕の自己紹介みたいなもの」と自身では語る。
2016年3月、1stアルバム『Cycle』をリリース。
2016年10月、テレビ朝日などで放映されたテレビアニメ『ユーリ!!! on ICE』でオープニング・テーマとして楽曲『History Maker』を提供。アニメの世界的な人気とともにその名前も知られるようになる。楽曲もスマッシュヒットを記録する。12月に発表されたGoogleによる全世界での2016年の検索回数急上昇ワードランキングでは、「ミュージシャン」部門で第5位に入る。
2017年、主演映画『結婚』で主題歌『Permanent Vacation』を担当。7月にこの曲を含む1st EPをリリースする。
2017年7月、テレビ朝日『サタデーステーション』『サンデーステーション』にエンディング・テーマ『Unchained Melody』を提供。
2017年10月、放映された日本テレビ系日曜ドラマ『今からあなたを脅迫します』で主題歌『Let it snow!』も担当。12月にこの曲を含む2nd EPをリリース。
2018年2月、初の全国ツアー『History In The Making 2018』を開催。海外からの参加者も含む2万人を動員する。
2018年4月、フジテレビ系木曜劇場『モンテ・クリスト伯 -華麗なる復讐-』で主題歌『Echo』を担当。世界のクラブミュージックシーンで注目を集めるジャンル「WAVE」に着想を得たという楽曲は話題を集め、最上もがと共演したMV（監督：二宮健）がMTV VMAJにて最優秀オルタナティブビデオ賞を受賞した。
2019年1月、テレビ朝日系土曜ナイトドラマ『僕の初恋をキミに捧ぐ』で主題歌『Maybe Tomorrow』を担当。
2019年1月、2ndアルバム『History In The Making』をリリース。
2019年2月、☆Taku Takahashi主催のクラブイベント「インターギャラクティック」でDJデビュー。starRo・TJO・YUC'eらと共演。
2019年2月から5月にかけ、日本・上海・香港・台湾・インドネシアのジャカルタを回る初のアジアツアー『1st Asia Tour 2019 Born To Make History』を開催。
2019年9月、KREVA主催のイベント「908 FESTIVAL 2019」にてフェス初出演を果たす。
2019年10月、テレビ朝日『サタデーステーション』『サンデーステーション』にエンディング・テーマ『Made In JPN』を提供。
2019年10月、フジテレビ系ドラマ『シャーロック アントールドストーリーズ』で主題歌『Shelly』とオープニングテーマ『Searching For The Ghost』を担当。
2019年11月、漫画家北条司が総監督を務めたオムニバス映画『エンジェルサイン』で主題歌『Chasing A Butterfly (feat. Nao Matsushita)』を担当する。映画で共演した松下奈緒と演奏、歌唱でコラボレーションしている。
2019年12月、3rd EPをリリース。中国人アーティストGONG（宮閣）とコラボレーションした『Send It Away (feat. GONG)』も収録されており、中国のBillboardとも呼ばれる「東方風雲榜」で、日本人アーティストの中国語曲として初のランクイン（最高順位は4位）を果たす。
2020年10月から来年1月にかけ18都道府県を回る全国ツアー全19公演の開催が予定されていたが、新型コロナウイルスの感染拡大を受け中止が発表される。
2020年8月、自身の誕生日に『Neo Dimension』を配信リリース。この曲は2008年に生まれ、「自身の自己紹介、意思表明的な楽曲」として2013年に初めて世の中へ発表した『My Dimension』を12年の時を経て全く新しい形へ進化させたものである。
2020年9月、前年に中国の動画配信サービス「iQIYI」内のバラエティー番組『潮流合伙人』で共演したラッパー、福克斯（フー・カースー）とのコラボ楽曲『东京游 (Tokyo Trip)』を配信リリースする。10月、『Go The Distance』を配信リリース。この楽曲には日本語版と中国語版があるが、このうち中国語版は中国最大手ゲーム会社NetEase（网易）が手がけるリアルタイムバトルRPGの『BUG』スマホゲーム『隐世录』のキャンペーンテーマソングとなる。これを記念して特別に作られた日中版2つのMVには、本人もアニメキャラクターとして登場している。日本語と中国語が持つ特性を生かし、日本語版の方がキーが半音高くなっている。
2020年12月、自身初となるストリーミングライブを開催。全世界へ向け配信される。これに先立ち、同月『Follow Me』を配信リリースする。
2021年3月、シングル『Take Over』をリリース。
2021年7月、フジテレビ系木曜劇場『推しの王子様』のドラマの挿入歌『Runaway』を担当。
2021年9月から12月にかけ全18都市20公演にわたる全国ホールツアー『"Musical Transmute" Tour 2021』を開催。コロナ禍時代のライブの在り方を模索し、自身でプロットを書きプロデュースする新しい挑戦を行う。
2021年12月、3rdアルバム『Transmute』をリリースする。収録曲の『Spin The Planet』が 「コーチ（COACH）」のアウトレット デニム コレクション グローバル キャンペーンに起用される。
2022年4月、日本テレビ系土曜ドラマ『パンドラの果実〜科学犯罪捜査ファイル〜』で主題歌『Apple』を担当。7月に、同曲名をタイトルとしたシングルをリリース。これには、6月に配信リリースされ、NetEase Gamesが手がけるマルチプレイゲーム『第五人格』の日本大会プロリーグのテーマソングとなった『Be Alive』も収録されている。
2022年11月、岸谷五朗・寺脇康文によるチャリティーイベント「Act Against Anything VOL.2『THE VARIETY 28』」に出演。
2022年12月、『第五人格』秋季IJLプレイオフ & X'mas Fan Meeting「クリスマスナイトに鐘が鳴る」の開幕式にゲスト出演。『Be Alive』をライブ初歌唱する。
2023年6月、アイスショー『Fantasy on Ice 2023』の新潟公演と神戸公演にゲストアーティストとして参加。羽生結弦、ジョニー・ウィアー、ステファン・ランビエールら一流フィギュアスケーターと共演する。
2023年7月、自身初のベストアルバム『Stars of the Lid』を発売。これに先立ち、同月『Teleportation』を配信リリースする。また、9月にはこのアルバム名を冠した初の日本武道館ライブ『Live 2023 "Stars of the Lid" at 日本武道館』を開催する。
2023年7月、台湾の3ピースバンド告五人（Accusefive）とのコラボ楽曲『晴れの日 / 晴天』を配信リリース。これは、Netflixドラマ『華燈初上』のエンディング曲として大ヒットした『好不容易』に、DEANが新たに日本語詞を書き下ろしたものである。さらにその翌日、台湾の高雄巨蛋（高雄アリーナ）で開催された告五人のライブツアー『宇宙的有趣』にサプライズ出演、楽曲を初歌唱する。
2024年2月、EXILE NAOTO率いるヒップホップグループHONEST BOYZ®の楽曲『TOY BOY feat. DEAN FUJIOKA』を配信リリース（DEANは客演参加）。同楽曲は、3月リリースの彼らの1stアルバム『HBZ』にも収録されている。
2024年6月、Netflixの台湾ドラマ『次の被害者』Season2でエンディング・テーマ『被愛者』『In Truth』を担当。このうち、『In Truth』は同月に配信リリースされ、『被愛者』は7月に配信リリース、8月に円盤が発売された、ドラマのコンセプトサウンドトラック『Netflix誰是被害者影集概念原聲帶』に収録されている。
2024年8月、自身初のビルボードライブ・ツアーを開催。
2024年9月、自身初の野外フェスティバルとなる『風とロック芋煮会 2024 イモニーシンフォニー“FURUSATO”』に出演。
2024年11月、パナソニックスタジアム吹田で開催された『SUPERPOP JAPAN 2024』に出演。
2024年12月、前年に発売したベストアルバム『Stars of the Lid』の台湾限定版を発売。また、この限定版に収録されている、告五人とのコラボ楽曲『一起看黃昏 (Teleportation Chinese ver.)』も同日に配信リリースする。
2025年1月、『Go The Distance』がフォルクスワーゲン「The new Golf」のCMソングに起用される。DEANはCMにも出演。
2025年2月、ぴあアリーナMMで開催された『パリピ孔明 THE MOVIE』キックオフパーティーに出演。自身が演じる劉備の衣装を着て歌唱する。

## 人物
福島県須賀川市で生まれ、物心がつく頃まで同市内で暮らす。その後、千葉県鎌ケ谷市に転居。日本語、英語、中国語（広東語と標準中国語）、インドネシア語など5言語を操るマルチリンガル。千葉県立船橋高等学校卒業後、アメリカシアトルのコミュニティ・カレッジでITを専攻した。カレッジ卒業後、アジアのさまざまな国を巡り、多様な人種・文化・言語に触れ、感銘を受けたそれらを詩や写真に収めた。
妥協を良しとせず、とことん追求する性格で、趣味は中国武術・キックボクシング・チェス・写真撮影で、特技はギター・ドラム・ピアノ・作曲・作詞・スキー・バスケットボールなど多岐にわたる。食べることをとことん楽しみたいという考えから、食にもこだわりや美学がある。ボクシング好きとしても知られる。テレビドラマ「正直不動産2」ではタップダンスも披露している。
グルテンのアレルギーである。グルテンに対する免疫反応によって引き起こされる自己免疫疾患のセリアック病であることを明らかにしている。
幼少から楽器演奏や楽典等、音楽的な影響を受ける。音楽制作はインドネシアでの活動を中心に行っていたが、現在は拠点を東京に移している。作詞・作曲・プロデュースも手掛けている他、ラップ歌手としての活動も行っている。ギター・ドラム・ピアノ・シンセサイザー・トランペットなど楽器演奏もこなす。中でもビートボックスは、テレビ番組などでその腕前をたびたび披露している。音楽は尾崎豊の曲や、松田聖子の「SWEET MEMORIES」なども好み 。初めて自身で購入したCDはDREAMS COME TRUEの「決戦は金曜日」。
父親は中国生まれだが、両親も祖父母も日本人で、両親とも福島県須賀川市出身。実妹は、元チェキッ娘の藤岡麻美。
2012年に中国系インドネシア人と結婚し、2014年に男女双子が誕生。2017年3月、自身のインスタグラムに赤ちゃんの写真を投稿し、第3子が誕生したことを明らかにした。
ドラマや映画などでも活躍しているがミュージシャンとしての活動も幅広い。2018年2月には初の全国ツアー『History In The Making2018』を開催。2019年には初のアジアツアー『1st Asia Tour 2019 ''Born To Make History』を迎える。ミュージシャンDEAN FUJIOKAにも期待が高まっている。
ようかん、コーヒー、そして南米産の香木「パロサント」を「三種の神器」と評するほどに大好物としている。

### 名前
昔は本名でクレジットまたはプレスによって記載されていたが、いま芸能界では、芸名（「藤岡靛」と「DEAN FUJIOKA」）は主要な名前になっている。イングリッシュネームの由来は、留学した時、ホームステイ先の父から「ディーン」と呼ばれていたことによる。現在の芸名となった経緯は、最初に芸能活動を始めた香港で「イングリッシュネームがないと仕事にならず、逆にないとおかしい」とされていることから。「ディーン」という名前の発音は、広東語の「癲」に似ており、「クレイジー」という意味を持つ。ただ、芸名として「癲」の字を使うことは不適切であることから、中華圏での活動では似た発音の「靛」（indigoの意）を当てる。なお、この字は広東語では「din」、現代標準中国語では「dian」（ディエン）と読む。中華圏では、彼は「藤岡靛」や「Dean」や「阿Dean」（香港：アディーン）と呼ばれている。

## 受賞歴
- 第88回ザテレビジョンドラマアカデミー賞 ザテレビジョン特別賞『あさが来た』(2016年)[178][14][15]
- 東京ドラマアウォード2016 助演男優賞『あさが来た』(2016年)[179][180][181]
- 第3回Yahoo!検索大賞 大賞・パーソンカテゴリ 俳優部門賞 (2016年)[182]
- コンフィデンスアワード・ドラマ賞 年間大賞2016 新人賞[183]
- アニメージュ第39回アニメグランプリ アニメソング部門グランプリ 『History Maker』(2016年)
- IGN Best of 2016 Awards 最優秀アニメオープニング賞 『History Maker』(2017年)[184]
- 第1回クランチロール・アニメアワード 最優秀オープニング賞 『History Maker』(2017年)[185]
- 第41回エランドール賞 新人賞 (2017年)[186]
- 第24回AnimeLand Grand Prix 最優秀テーマソング賞 『History Maker』(2017年)[187]
- ジャパンアクションアワード2017 ベストアクション男優賞 優秀賞『IQ246〜華麗なる事件簿〜』(2017年)[188]
- 第7回ニュータイプアニメアワード 主題歌賞 第3位 『History Maker』(2017年)[189]
- 第12回コンフィデンスアワード・ドラマ賞 主演男優賞 『モンテ・クリスト伯 -華麗なる復讐-』(2018年)[25][190]
- MTV VMAJ 最優秀オルタナティブビデオ賞 『Echo』(2018年)[99]
- 第42回日本アカデミー賞 優秀助演男優賞 『空飛ぶタイヤ』(2019年)[191]
- 平成アニソン大賞 2010-2019年ユーザー投票賞 『History Maker』(2019年)[192]
- WEIBO Account Festival in Japan 2019 日中文化交流アンバサダー賞 (2019年)[193]

## 出演

### 映画
- 八月の物語（2006年）[194] - 主演・平安 役
- 七月好風（2007年）[195] - 道人 役
- サマーズ・テイル〜夏のしっぽ〜（2007年） - 不破朗 役
- セデック・バレ（2011年） - 宮川通信兵 役
- 夢の向こう側〜ROAD LESS TRAVELED〜（2011年） - イー 役
- ハーバー・クライシス〈湾岸危機〉 Black & White Episode 1（2012年） - リー捜査官 役
- I am ICHIHASHI 逮捕されるまで（2013年） - 監督・主演 市橋達也 役・主題歌
- Dance! Dance! Dance!（2014年）[196] - 主演・FURU 役
- シャンティ デイズ 365日、幸せな呼吸（2014年） - 楢山篤史 役[197]
- NINJA THE MONSTER（2015年）[198] - 主演・伝蔵 役[199]
- 恋のダンクシュート!（2016年） - 曾率男 役
- 結婚（2017年） - 主演・古海健児 役[200]
- 鋼の錬金術師シリーズ - ロイ・マスタング 役[22]
  - 鋼の錬金術師（2017年）
  - 鋼の錬金術師 完結編 復讐者スカー（2022年）[49]
  - 鋼の錬金術師 完結編 最後の錬成（2022年）[49]
- 坂道のアポロン（2018年） - 桂木淳一 役[201]
- 海を駆ける（2018年） - 主演・ラウ 役[26][202]
- 空飛ぶタイヤ（2018年） - 沢田悠太 役[203]
- 記憶にございません!（2019年） - 首相秘書官 井坂 役
- エンジェルサイン（2019年） - 主演・タカヤ 役（松下奈緒とのダブル主演）[31]
- Pure Japanese（2022年）- 主演・立石大輔 役[46]
- バスカヴィル家の犬 シャーロック劇場版（2022年） - 主演・誉獅子雄 役[50][51][52]
- ラストマイル（2024年） - 五十嵐道元 役[66][67]
- オラン・イカン（2024年）- 主演・斎藤 役[204][205]
- アンジーのBARで逢いましょう（2025年）[77]
- おいしくて泣くとき（2025年、松竹） - 30年後の風間心也 役[78]
- パリピ孔明 THE MOVIE（2025年） - 劉備 役[79]
- 父と僕の終わらない歌（2025年） - 亮一 役[80]

### テレビドラマ
- スクール・ロワイアル〜極道学園〜（2006年） - 新堂定（Dean） 役
- ホントの恋の*見つけかた（2007年） - 安藤楓 役
- 笑うハナに恋きたる（2008年） - 賈思楽 役
- 王子様をオトせ!（2013年） - ディーン・カミヤ（Dean） 役
- 撃墜 3人のパイロット〜命を奪い合った若者たち〜（2014年、NHK BSプレミアム） - 楽以琴 役
- 荒野のピンカートン探偵社（英語版）（2014年 - 2015年） - ケンジ・ハラダ 役[206][207]
- 探偵の探偵（2015年7月9日 - 9月7日、フジテレビ） - 桐嶋颯太 役[11][12]
- 連続テレビ小説（NHK総合）
  - あさが来た（2015年9月28日 - 2016年4月2日） - 五代友厚 役[13]
  - らんまん（2023年4月3日 - ） - 天狗 / 坂本龍馬 役[57][58]
- ダメな私に恋してください（2016年1月12日 - 3月15日、TBS） - 黒沢歩 役[16][17]
- 喧騒の街、静かな海（2016年7月18日、NHK） - 主演・水無月進 役[208]
- IQ246〜華麗なる事件簿〜（2016年10月16日 - 12月18日、TBS） - 賢正 役[19]
- 放送90年 大河ファンタジー『精霊の守り人II 悲しき破壊神』（2017年、NHK） - イーハン 役[209]
- 今からあなたを脅迫します（2017年10月15日 - 12月17日、日本テレビ） - 主演・千川完二 役（武井咲とダブル主演）[23]
- トットちゃん! 第38話（2017年11月22日、テレビ朝日） - 河毛博 役[210]
- モンテ・クリスト伯 -華麗なる復讐-（2018年4月19日 - 6月14日、フジテレビ） - 主演・柴門暖 / モンテ・クリスト・真海 役[24]
- レ・ミゼラブル 終わりなき旅路（2019年1月6日、フジテレビ） - 主演・馬場純 役（井浦新とのダブル主演）[27]
- シャーロック アントールドストーリーズ（2019年10月7日 - 12月16日、フジテレビ） - 主演・誉獅子雄 役[30]
  - シャーロック 特別編（2019年12月23日）
- 危険なビーナス（2020年10月11日 - 12月13日、TBS） - 矢神勇磨 役[36]
- 大河ドラマ 青天を衝け（2021年5月9日 - 11月28日、NHK） - 五代友厚 役[37]
- 推しの王子様（2021年7月15日 - 9月23日、フジテレビ） - 光井倫久 役[40]
- 津田梅子〜お札になった留学生〜（2022年3月5日、テレビ朝日） - 森有礼 役[47]
- パンドラの果実〜科学犯罪捜査ファイル〜 Season1（2022年4月23日 - 6月25日、日本テレビ） - 主演・小比類巻祐一 役[48]
  - パンドラの果実〜科学犯罪捜査ファイル〜 最新章SP（2024年6月16日、日本テレビ）[63]
- HOTEL -NEXT DOOR-（2022年9月10日 - 10月15日、WOWOW） - 主演・三枝克明 役[53]
- 星降る夜に（2023年1月17日 - 3月14日、テレビ朝日） - 佐々木深夜 役[56]
- パリピ孔明（2023年9月27日 - 11月29日、フジテレビ） - 劉備 役 / ナレーション[59]
- 正直不動産スペシャル（2024年1月3日、NHK総合） - 神木涼真 役[60]
  - 正直不動産2（2024年1月9日 - 3月12日、NHK総合・NHK BSプレミアム4K）[60]
  - 正直不動産ミネルヴァ Special（2025年2月1日、NHK BSプレミアム4K / 2025年2月5日、NHK BS） - 主演[74]
- おっさんずラブ-リターンズ- 第4話（2024年1月26日、テレビ朝日） - ラガーフェルド・翔 役[211]
- 藤子・F・不二雄 SF短編ドラマ シーズン3「異人アンドロ氏」（2025年3月27日、NHK BSプレミアム4K）[212]
- 対岸の家事〜これが、私の生きる道!〜（2025年4月1日 - 6月3日、TBS） - 中谷達也 役[76]

### 報道番組
- サタデーステーション（2017年4月22日 - 2020年9月26日、テレビ朝日）- インフルエンサーとして不定期出演[20]

### 配信ドラマ
- はぴまり〜Happy Marriage!?〜（2016年6月、Amazon プライム・ビデオ） - 主演・間宮北斗 役[213]
- 僕の推しは王子様 第8話（2021年9月2日、FOD） - 光井倫久 役[214]
- パンドラの果実〜科学犯罪捜査ファイル〜 Season2（2022年6月 - 7月、Hulu） - 主演・小比類巻祐一 役[48]
  - パンドラの果実〜科学犯罪捜査ファイル〜 Season3（2024年6月16日 - 7月14日、Hulu）[63]
- パリピ関羽＆張飛（2023年11月1日、FOD） - ナレーション[215]
- 次の被害者 Season2（2024年6月21日、Netflix） - 張耿浩 役[64][65]

### 劇場アニメ
- フラ・フラダンス（2021年） - 鈴懸涼太 役[42][43][44]
  - 『めざましテレビ』内ショートアニメ『紙兎ロペ』「フラダンス」（2021年12月2日、フジテレビ）- 鈴懸涼太 役[216]

#### 吹き替え
- きかんしゃトーマス 大冒険!ルックアウトマウンテンとひみつのトンネル（2024年） - ウィフ 役[61][62]

### Web番組
ニコニコ生放送
- DEAN FUJIOKAニコ生初出演！New Single『Take Over』リリース記念ニコ生24時間特番（2021年3月10日）[217]
- DEAN FUJIOKA生出演！3rdアルバム『Transmute』リリース記念特番（2021年12月8日）[218]
  - DEAN FUJIOKA 3rdアルバム『Transmute』リリース記念 ニコ生特番振り返り＆特番メイキング上映会（2022年1月21日）[219]
- DEAN FUJIOKA生誕祭＆BEST ALBUM『Stars of the Lid』リリース記念ニコ生　生まれてきてくれてありがとう！ディーンの祝日（2023年8月19日）[220]
  - DEAN FUJIOKA生誕祭＆BEST ALBUM『Stars of the Lid』リリース記念 ニコ生特番振り返り＆特番メイキング上映会（2023年9月22日）[221]

### ラジオ
- 「アジアン!プラスα Dean Tatsunami RADIO」（2007年2月9日 - 2008年3月28日、文化放送）[222][223]
- 「SUNDAY MARK'E 765」内「DEAN FUJIOKAのCh-Ch-Ch-Check it Out!!!」（2016年4月3日 - 2018年3月25日、FM COCOLO）[224]
- 「DEAN FUJIOKA・プロデュース・スーパー・エディション」（2019年1月・2021年12月、JFNC）
- 「ROPPONGI PASSION PIT」（2020年4月4日 - 2022年3月26日 、J-WAVE）※三原勇希と共に担当[225]
  - FM802では2021年4月4日から2022年3月27日まで放送
- 「DEAN FUJIOKA New Calendar」（2025年4月5日 - 、TOKYO FM）[226]
- すかがわFM ステーションジングル

### CM
以前台湾で公開されたCMは情報不足で記載されていません。
- ソニー 「h.ear×WALKMAN」コンセプトムービー「圧縮しない、この快感。」篇（2015年）[227]
- ロッテ 「Lady Borden」テーマソングのイメージ音声（2016年）[228]
- マルトモ
  - プレ節25ミクロンソフトけずり 「出会い」編、「ハマる」編（2016年）[229]
  - プレ節25ミクロンソフトけずり 「プレ節の作法 コク」編、「プレ節の作法 うすさ」編（2018年）(2020年4月25日〜9月25日　TBS系『ひるおび!』にて毎週金曜ＣＭ全国放送)[230][注 2]
- ダスキン
  - 「家事シェルジュ登場」篇、「おそうじベーシック3 逃さない」篇、「エアコンクリーニング 徹底洗浄」篇、「ビジネスマット 熱烈歓迎」篇、「ケア 家事も余暇もお任せを」篇、「ホーム 家事も余暇もお任せを」篇（2016年）[231]
  - 「おそうじベーシック3 見えてる以上」篇、「台所用スポンジ たかがスポンジ」篇、「おそうじベーシック3 歓喜の大そうじ」篇（2017年）[232]
- アサヒ飲料
  - ウィルキンソン タンサン 「響く音」編、「弾ける音」編（2016年）[233][234]
  - ウィルキンソン タンサン 「本格炭酸」編、「ライフスタイル」編（2017年）[235]
  - 三ツ矢サイダー 「宣言」編（2017年）※ゲスト出演[236]
  - ウィルキンソン タンサン 「GYM」編、「トレーニング」編、「DRY登場」編、「With Food」編（2018年）[237]
- プリマハム
  - ジョンソンヴィル 「FIVE SENSES」篇（2016年）[238]
  - ジョンソンヴィル「In the Kitchen」篇（2017年）[239]
- イオン
  - WAON POINT 「smart WAON」（2016年）[240]
  - 電子マネーWAON10周年記念大抽選会（2017年）[241]
- 日本生命 みらいのカタチ 5つ星 「どっちも!」篇（2016年）
- NHK 「スーパーハイビジョン」プロモーション映像（2016年 - ）
- ライオン
  - hadakara「流されていた」編（2016年）
  - hadakara「挑戦」編、「大人の思い込み」編、「子供の乾燥」編（2017年）
- Canon Asia ※東南アジア
  - EOS M5 「Remix your photography」（2016年）
  - EOS M6 「Uncover the Hidden」（2017年）
- ヤマハ音楽振興会
  - ヤマハ英語教室「自分の思いを話せる英語」篇（2018年）[242]
- OPPO
  - Find X2 Pro 「A Day with OPPO Find X2 Pro feat. DEAN FUJIOKA」（2020年）[243][注 3]
- 森永製菓
  - カレ・ド・ショコラ「完璧なカレ・ミルク」篇、「完璧なカレ・カカオ」篇（2020年）[244]
- ニベア花王
  - ニベアボディ「ロイヤルブルーボディミルク新発売」篇、ニベアリップ「ロイヤルブルーリップ新発売」篇（2020年）
  - ニベアボディ「ロイヤルブルーボディミルク かがやく雫」篇、ニベアリップ「ロイヤルブルーリップ かがやく雫」篇（2021年）
- グラクソ・スミスクライン・コンシューマー・ヘルスケア・ジャパン
  - シュミテクト コンプリートワンEX「ディーンさん篇」（2022年 - ）[245]
  - シュミテクト コンプリートワンEX プレミアム「ディーンさん篇」（2022年 - ）[246]
- コーエーテクモゲームス
  - 三國志 覇道「軍団の感情」篇、「君主の感情」篇（2022年）[247]
- FWD生命
  - 人生を讃える BAR篇、人生を讃える スカイラウンジ篇、人生を讃える「LIFE 4 KEY LOCATIONS」オリジナル版（2022年）[248][注 3]
  - どっちでも OK篇（2023年）[249]
- 日本コカ・コーラ
  - ジョージア 冬の2分ドラマ「ひと息ついたら、温もりが心に沁みた。」第1話「夫婦」篇（2024年）[250]
- フォルクスワーゲン「The new Golf」（2025年）[149]
- 明治
  - 明治アミノコラーゲン「あなたのキレイがあふれ出す」篇（2025年）[251][注 3]

### ショートフィルム
監督は全て麥婉欣（ヤン・ヤン・マク）
- 2 Cartons of Alphabet H（2006年、香港）
- So Poetic（2007年、香港） - 闘牛士 役
- 睡公主（2007年、香港） - コーヒーショップ店員 役、何韻詩（デニス・ホー）と主演
- 睡王子（2007年、香港） - 何韻詩と主演

### MV
本人歌唱のMVについては、ディスコグラフィのミュージックビデオを参照
- 何韻詩（デニス・ホー）『勞斯・萊斯』（2005年、香港） - 陳冠希（エディソン・チャン）と共演、監督：麥婉欣（ヤン・ヤン・マク）
- 林智文『請你離開』（2007年、台湾）監督：洪天祥
- 何韻詩『睡王子』（2007年、香港）[注 4]監督：麥婉欣
- 王心凌（シンディー・ワン）『這就是愛』（2007年、台湾）監督：黃中平
- 呉建豪『哎呀』（2011年、台湾）監督：陳慧翎

### その他
- ドキュメンタリーアニメ
  - 『みらいへの手紙～この道の途中から～』（2016年2月15日、YouTube PrefFukushima） - ストーリーテラー[252]
  - 『みらいへの手紙～この道の途中から～』十一通めの手紙『雲のかなた』（2017年3月6日、YouTube PrefFukushima） - ストーリーテラー[253]
- アミューズモバイル アートプロジェクト「しろといろ」[254]
  - 作品『不変』（2016年3月24日） - 桜田雛とコラボ[255]
- 『ディーン・フジオカ＆アジアの友 We are Asia』[256]
  - ダイジェスト版（2016年6月12日、日本テレビ）
  - オリジナル版（全5回）（2016年7月3日 - 8月7日、日テレプラス）
- ビアトリクス・ポター生誕150周年 ピーターラビット展（2016年8月9日 - 2017年11月5日、東京・福岡・仙台・大阪・広島・名古屋） - オフィシャルサポーター、音声ガイド[257][258]
  - 『ディーン・フジオカ 初のイギリス旅 美しき湖水地方 ピーターラビットの世界を訪ねる』（2016年8月27日、BS朝日）[259]
- NHKスペシャル 『完全解剖 ティラノサウルス～最強恐竜 進化の謎～』（2016年9月18日、NHK総合） - ナビゲーター[260]
- ジャック・オー・ランド「CELEBRITY PARADE」（2016年10月30日、横浜アリーナ） - スペシャルゲスト[261]
- 『Chistmas Market in 横浜赤レンガ倉庫』ライトアップセレモニー（2017年11月24日、横浜赤レンガ倉庫） - イベント参加[262]
- タピオカドリンク「ディーンタピオカ」（2019年11月25日 - 12月25日、台湾甜商店） - ドリンク監修[32][33]
- WEIBO Account Festival in Japan 2019（2019年11月28日、都内） - 司会[34]
- 新型コロナウイルス感染症医療支援のためのチャリティグッズプロジェクト「AMUSE HEART FES. in A!SMART」（2020年7月1日 - 7月31日） - 趣旨に賛同、参加[263]
- World Robot Summit 2020[35]
  - 愛知大会開会式（2021年9月9日、Aichi Sky Expo） - アンバサダー[264]
  - 福島大会開会式（2021年10月8日、福島ロボットテストフィールド） - アンバサダー[265]
- コーチ メンズ部門（2021年 - 2023年） - アンバサダー[41]
- エプソン「ORIENT STAR」（2021年 - 、中国） - アンバサダー[266]
- 日本取引所グループ 大納会（2021年12月30日、大阪取引所） - 打鐘・初代ゲスト[45]
- ひろがれ！いろとりどり『リフォーマーズの杖』第4話（2022年1月17日、NHKEテレ） - ゲスト出演[267]
- 「SNOOPY HAPPINESS FLOAT 2022」出発式PRイベント（2022年10月13日、東京タワー前） - スペシャルゲスト[268]
- LANVIN GINZA STORE テープカットセレモニー（2022年11月25日、ランバン銀座店） - スペシャルゲスト[269]
- FWD生命（2022年 - 2024年） - アンバサダー[248]
- 『ティファニー ブルーに魅せられて』（2024年4月28日、日本テレビ） - ナレーション[270]
- 「2024 TAIWAN EXCELLENCE in TOKYO ft. GOOD DESIGN AWARD」開幕セレモニー・トークショー（2024年9月27日、KITTE丸の内1階アトリウム） - イベントアンバサダー[271]
- WWFジャパン（2024年 - ） - WWFジャパン親善大使[69]
- 第37回東京国際映画祭[70]
  - レッドカーペットイベント（2024年10月28日、東京ミッドタウン日比谷）[71]
  - Q&A（2024年10月30日、丸の内TOEI）[72]
- 山形国際ムービーフェスティバル（2024年11月9日、ムービーオンやまがた） - 招待作品『Pure Japanese』の舞台挨拶[73]
- 西洋絵画、どこから見るか？ールネサンスから印象派まで　サンディエゴ美術館 VS 国立西洋美術館（2025年3月11日 - 6月8日、国立西洋美術館） - 音声ガイドナビゲーター[272][273]
  - どこ見る？どう見る？西洋絵画！ールネサンスから印象派まで　サンディエゴ美術館feat.国立西洋美術館（2025年6月25日 - 10月13日〈予定〉、京都市京セラ美術館）
- 第18回アジア・フィルム・アワード（2025年3月16日、香港・戯曲センター） - AFAアンバサダー[75]
- クランチロール・アニメアワード2025（2025年5月25日、グランドプリンスホテル新高輪） - プレゼンター[274]
- TECH WORLDへようこそ！心ふれあうスペシャルゲストデー（2025年6月10日、大阪・関西万博 TECH WORLD） - スペシャルゲスト[275]

## ディスコグラフィ

### シングル
|     | 発売日                   | タイトル                    | 規格         | 規格品番                           | オリコン | 初収録アルバム        |
| --- | ------------------------ | --------------------------- | ------------ | ---------------------------------- | -------- | --------------------- |
| 1st | 2016年12月22日、12月30日 | History Maker at InterCycle | CD+BOOK      | AZNT-33                            | -        | TBD                   |
| 2nd | 2018年6月20日            | Echo                        | CD+DVD       | AZZS-75（初回盤A）                 | 5位      | History In The Making |
| 2nd | 2018年6月20日            | Echo                        | CD+DVD       | AZZS-76（初回盤B）                 | 5位      | History In The Making |
| 2nd | 2018年6月20日            | Echo                        | CD           | AZCS-2073（通常盤）                | 5位      | History In The Making |
| 3rd | 2021年3月10日            | Take Over                   | CD+DVD       | AZZS-114（初回限定盤）             | 12位     | Transmute             |
| 3rd | 2021年3月10日            | Take Over                   | CD           | AZCS-2083（通常盤）                | 12位     | Transmute             |
| 3rd | 2021年3月10日            | Take Over                   | CD+GOODS     | AZNT-56（完全生産限定Premium Set） | 12位     | Transmute             |
| 4th | 2022年7月13日            | Apple                       | CD+BD        | AZZS-129（初回限定盤A）            | 14位     | Stars of the Lid      |
| 4th | 2022年7月13日            | Apple                       | CD+DVD       | AZZS-130（初回限定盤B）            | 14位     | Stars of the Lid      |
| 4th | 2022年7月13日            | Apple                       | CD+DVD       | AZZS-131（通常盤）                 | 14位     | Stars of the Lid      |
| 4th | 2022年7月13日            | Apple                       | CD+DVD+GOODS | AZNT-67（数量限定盤）              | 14位     | Stars of the Lid      |

### ダウンロードシングル
CDに未収録の楽曲と、CD化より先に配信された楽曲を掲載。
| 発売日         | タイトル                                          | 規格                   | 初収録作品                          | オリコン |
| -------------- | ------------------------------------------------- | ---------------------- | ----------------------------------- | -------- |
| 2013年11月6日  | My Dimension                                      | デジタル・ダウンロード | Cycle                               | -        |
| 2016年6月10日  | Midnight Messenger mabanua Remix                  | デジタル・ダウンロード | 未収録                              | -        |
| 2016年10月7日  | History Maker                                     | デジタル・ダウンロード | History Maker at InterCycle         | -        |
| 2016年12月9日  | History Maker (TJO Remix)                         | デジタル・ダウンロード | History Maker at InterCycle         | -        |
| 2017年4月4日   | 午夜天使的翅膀 (Midnight Messenger Mandarin ver.) | デジタル・ダウンロード | Permanent Vacation/Unchained Melody | -        |
| 2018年2月4日   | Let it snow! YUC’e Remix                          | デジタル・ダウンロード | 未収録                              | 圏外     |
| 2018年12月24日 | Let it snow! ～Mandarin Ver.～                    | デジタル・ダウンロード | History In The Making               |          |
| 2019年1月18日  | Maybe Tomorrow                                    | デジタル・ダウンロード | History In The Making               |          |
| 2019年10月7日  | Shelly                                            | デジタル・ダウンロード | Shelly                              |          |
| 2019年10月8日  | Send It Away (feat. GONG)                         | デジタル・ダウンロード | Shelly                              |          |
| 2019年11月4日  | Searching For The Ghost                           | デジタル・ダウンロード | Shelly                              |          |
| 2020年8月19日  | Neo Dimension                                     | デジタル・ダウンロード | Transmute                           |          |
| 2020年9月16日  | 东京游 (Tokyo Trip)                               | デジタル・ダウンロード | 未収録                              |          |
| 2020年10月25日 | Go The Distance                                   | デジタル・ダウンロード | Transmute                           |          |
| 2020年12月18日 | Follow Me                                         | デジタル・ダウンロード | Take Over                           |          |
| 2021年2月5日   | Plan B                                            | デジタル・ダウンロード | Take Over                           |          |
| 2021年7月15日  | Runaway                                           | デジタル・ダウンロード | Transmute                           |          |
| 2021年11月19日 | Sukima                                            | デジタル・ダウンロード | Transmute                           |          |
| 2022年5月27日  | Apple (Pandora Ver.)                              | デジタル・ダウンロード | Apple                               |          |
| 2022年6月4日   | Be Alive                                          | デジタル・ダウンロード | Apple                               |          |
| 2022年6月24日  | Apple                                             | デジタル・ダウンロード | Apple                               |          |
| 2023年7月12日  | Teleportation                                     | デジタル・ダウンロード | Stars of the Lid                    |          |
| 2024年6月28日  | In Truth                                          | デジタル・ダウンロード |                                     |          |

### EP
|     | 発売日         | タイトル                            | 規格    | 規格品番                            | オリコン | 初収録アルバム                                            |
| --- | -------------- | ----------------------------------- | ------- | ----------------------------------- | -------- | --------------------------------------------------------- |
| 1st | 2017年7月5日   | Permanent Vacation/Unchained Melody | CD+DVD  | AZZS-65（初回盤A）                  | 7位      | History In The Making（Unchained Melody）                 |
| 1st | 2017年7月5日   | Permanent Vacation/Unchained Melody | CD+DVD  | AZZS-66（初回盤B）                  | 7位      | History In The Making（Unchained Melody）                 |
| 1st | 2017年7月5日   | Permanent Vacation/Unchained Melody | CD      | AZCS-2065（通常盤）                 | 7位      | History In The Making（Unchained Melody）                 |
| 2nd | 2017年12月20日 | Let it snow!                        | CD+DVD  | AZZS-72（初回盤A）                  | 12位     | History In The Making（Let it snow!とDoReMi）             |
| 2nd | 2017年12月20日 | Let it snow!                        | CD+BOOK | AZZS-73（初回盤B）                  | 12位     | History In The Making（Let it snow!とDoReMi）             |
| 2nd | 2017年12月20日 | Let it snow!                        | CD      | AZCS-2071（通常盤）                 | 12位     | History In The Making（Let it snow!とDoReMi）             |
| 3rd | 2019年12月11日 | Shelly                              | CD+DVD  | AZZS-99（初回限定盤A：Shelly Ver.） | 7位      | Transmute（ShellyとSearching For The GhostとMade In JPN） |
| 3rd | 2019年12月11日 | Shelly                              | CD+DVD  | AZZS-100（初回限定盤B：Ghost Ver.） | 7位      | Transmute（ShellyとSearching For The GhostとMade In JPN） |
| 3rd | 2019年12月11日 | Shelly                              | CD      | AZCS-1088（通常盤：Normal Ver.）    | 7位      | Transmute（ShellyとSearching For The GhostとMade In JPN） |

### オリジナルアルバム
|     | 発売日 | タイトル              | 規格   | 規格品番                                               | オリコン |
| --- | --- | --------------------- | ------ | ------------------------------------------------------ | -------- |
| 1st | 2016年3月30日 | Cycle                 | CD     | AZCS-1056（ASMART限定盤）                              | -        |
| 1st | 2016年4月27日 | Cycle                 | CD     | AZNT-26（タワレコ限定盤）                              | 45位     |
| 2nd | 2019年1月30日 | History In The Making | CD+DVD | AZZS-83（初回限定盤A：History Edition）                | 8位      |
| 2nd | 2019年1月30日 | History In The Making | CD+DVD | AZZS-84（初回限定盤B：Deluxe Edition）                 | 8位      |
| 2nd | 2019年1月30日 | History In The Making | CD     | AZCS-1077（通常盤：Artist Edition）                    | 8位      |
| 3rd | 2021年12月8日 （同年10月29日に12曲入りのデジタルアルバム『Transmute (Trinity)』が先行リリースされ、同年12月27日には22曲入りのプレイリストアルバム『Musical Transmute』がデジタルリリースされた。） | Transmute             | CD+DVD | AZZS-118（初回限定盤A：Trinity／LPジャケット仕様）     | 8位      |
| 3rd | 2021年12月8日 （同年10月29日に12曲入りのデジタルアルバム『Transmute (Trinity)』が先行リリースされ、同年12月27日には22曲入りのプレイリストアルバム『Musical Transmute』がデジタルリリースされた。） | Transmute             | CD+DVD | AZZS-119（初回限定盤B：Lucaism／デジパック三方背仕様） | 8位      |
| 3rd | 2021年12月8日 （同年10月29日に12曲入りのデジタルアルバム『Transmute (Trinity)』が先行リリースされ、同年12月27日には22曲入りのプレイリストアルバム『Musical Transmute』がデジタルリリースされた。） | Transmute             | CD+DVD | AZZS-120（通常盤：Epigenesis）                         | 8位      |

### ベストアルバム
|     | 発売日                                                               | タイトル         | 規格                      | 規格品番                           | オリコン                             |
| --- | -------------------------------------------------------------------- | ---------------- | ------------------------- | ---------------------------------- | ------------------------------------ |
| 1st | 2023年7月26日 （2024年12月20日に30曲入りの台湾限定版が発売された。） | Stars of the Lid | 2CD+BD                    | AZZS-139（初回限定盤）             | 21位(合算アルバムランキングでは29位) |
| 1st | 2023年7月26日 （2024年12月20日に30曲入りの台湾限定版が発売された。） | Stars of the Lid | 2CD                       | AZCS-1116（通常盤）                | 21位(合算アルバムランキングでは29位) |
| 1st | 2023年7月26日 （2024年12月20日に30曲入りの台湾限定版が発売された。） | Stars of the Lid | 2CD+BD+着せ替えぬいぐるみ | AZNT-74（数量限定“ディぐるみ”BOX） | 21位(合算アルバムランキングでは29位) |

### 映像作品
|     | 発売日        | タイトル                                                      | 規格    | 規格品番                | オリコン |
| --- | ------------- | ------------------------------------------------------------- | ------- | ----------------------- | -------- |
| 1st | 2017年5月10日 | DEAN FUJIOKA Special Live 「InterCycle 2016」at Osaka-Jo Hall | DVD     | AZBS-1038               | 10位     |
| 1st | 2017年5月10日 | DEAN FUJIOKA Special Live 「InterCycle 2016」at Osaka-Jo Hall | Blu-ray | AZXS-1017               | 11位     |
| 2nd | 2025年3月19日 | DEAN FUJIOKA LIVE&DOCUMENTARY SPECIAL Blu-ray BOX 2025        | Blu-ray | ASBU-1002（数量限定盤） |          |
| 3rd | 2025年3月19日 | DEAN FUJIOKA Live 2023 “Stars of the Lid” at 日本武道館       | Blu-ray | ASBU-1003               | 20位     |
| 4th | 2025年3月19日 | The DEAN FUJIOKA Documentary "IDENTITY"                       | Blu-ray | ASBU-1004               |          |

### ミュージックビデオ
| 公開年 | タイトル                                              | 監督                    | 備考      |
| ------ | ----------------------------------------------------- | ----------------------- | --------- |
| 2013年 | My Dimension                                          | DEAN FUJIOKA            |           |
| 2016年 | Priceless (Lyric Video)                               | 不明                    |           |
| 2017年 | Permanent Vacation                                    | HIRO KIMURA             |           |
| 2017年 | Unchained Melody                                      | HIRO KIMURA             |           |
| 2017年 | Let it snow!                                          | 二宮健                  |           |
| 2017年 | DoReMi                                                | 長添雅嗣                | [ 注 23 ] |
| 2018年 | Echo                                                  | 二宮健                  |           |
| 2018年 | Let it snow! ～Mandarin Ver.～ (Official Lyric Video) | BUDDHA.INC              |           |
| 2019年 | History Maker ～HITM Ver.～                           | 二宮健                  |           |
| 2019年 | Maybe Tomorrow                                        | 二宮健                  | [ 注 24 ] |
| 2019年 | History In The Making (Official Lyric Video)          | 山本イクオ              |           |
| 2019年 | Send It Away (feat. GONG) (Official Lyric Video)      | ；c (Semicolons_C)      |           |
| 2019年 | Shelly                                                | 東市篤憲                |           |
| 2019年 | Searching For The Ghost                               | 東市篤憲                |           |
| 2020年 | Neo Dimension (Official Lyric Video)                  | Yujiro Hashimoto        |           |
| 2020年 | 东京游 (Tokyo Trip) (Official Lyric Video)            | 不明                    |           |
| 2020年 | Go The Distance - CH Ver. (Official Promotion Video)  | 不明                    |           |
| 2020年 | Go The Distance - JP Ver. (Official Promotion Video)  | 不明                    |           |
| 2021年 | Plan B                                                | Koh Yamada              | [ 注 26 ] |
| 2021年 | "Take Over" Live Music Video                          | Spiky John              | [ 注 27 ] |
| 2021年 | Runaway                                               | Riku Ozawa              |           |
| 2021年 | Fukushima (Lyric Video)                               | SUGiE (GOHOBI)          |           |
| 2021年 | Sakura (Lyric Video)                                  | Shinichiro Kobayashi    | [ 注 30 ] |
| 2021年 | Hiragana (Visualizer)                                 | MEI KONISHI             |           |
| 2021年 | Spin The Planet (Visualizer)                          | MEI KONISHI             |           |
| 2021年 | Sayonara (Visualizer)                                 | MEI KONISHI             |           |
| 2021年 | Missing Piece (Visualizer)                            | MEI KONISHI             |           |
| 2021年 | Sukima (Visualizer)                                   | MEI KONISHI             |           |
| 2021年 | History Maker 2021 (Visualizer)                       | MEI KONISHI             |           |
| 2021年 | Follow Me (Visualizer)                                | MEI KONISHI             |           |
| 2021年 | Scenario (Visualizer)                                 | MEI KONISHI             |           |
| 2021年 | Take Over (Visualizer)                                | MEI KONISHI             |           |
| 2021年 | Made In JPN (Visualizer)                              | MEI KONISHI             |           |
| 2021年 | One Last Sweet Talk (Visualizer)                      | MEI KONISHI             |           |
| 2021年 | Sekken (Visualizer)                                   | MEI KONISHI             |           |
| 2022年 | Apple (Pandora Ver.) /「パンドラの果実」Special Movie | 不明                    |           |
| 2022年 | Be Alive (Promotion Video)                            | KEISUKE NAKASHIMA       |           |
| 2022年 | Apple                                                 | YUANN / kidzfrmnowhere. |           |
| 2022年 | Apple (Performance Video)                             | te2ta                   |           |
| 2023年 | Teleportation                                         | Daiki Kamoshita         |           |
| 2023年 | Stars of the Lid                                      | 不明                    |           |

### 参加作品
| 発売日        | タイトル                   | 備考 |
| ------------- | -------------------------- | --- |
| 2016年4月20日 | Hello Radio                | 以下のメンバーによるザ・プールサイド名義で、TSUTAYAでの期間限定レンタル販売された楽曲。JFLとFM802によるJFL×TSUTAYA ACCESS!2016年度キャンペーンソング。作詞作曲はくるりの岸田繁、編曲はtofubeatsが担当。歌唱はDEAN FUJIOKAの他、岸田繫、スキマスイッチの大橋卓弥、木村カエラ、KREVA、藤原さくら、SuchmosのYONCEが参加している。 |
| 2023年7月28日 | 晴れの日 / 晴天            | 台湾の3ピースバンド告五人(Accusefive)の初日本語シングル曲。Netflixドラマ『華燈初上』のエンディング曲として大ヒットした『好不容易』に、DEANが「藤岡靛」名義で新たに日本語詞を書き下ろした。歌唱にも参加している。歌手名は「告五人 Accusefive X 藤冈靛 Dean Fujioka」。ダウンロード・シングルとして発売。                        |
| 2024年2月28日 | TOY BOY feat. DEAN FUJIOKA | EXILE NAOTOが率いるヒップホップグループHONEST BOYZ®が2024年3月20日に配信リリースした1stアルバム『HBZ』に収録。ダウンロード・シングルとして先行配信。 |

## タイアップ一覧
| 楽曲                                               | タイアップ | 時期   |
| -------------------------------------------------- | --- | ------ |
| My Dimension                                       | 映画『I am ICHIHASHI 逮捕されるまで』主題歌 | 2013年 |
| History Maker                                      | テレビ朝日系アニメ『ユーリ!!! on ICE』オープニングテーマ                                                                                          | 2016年 |
| Priceless                                          | Canon EOS M5「Remix your photography」CMソング | 2016年 |
| 午夜天使的翅膀（Midnight Messenger Mandarin ver.） | NHK Eテレ『テレビで中国語』エンディングテーマ | 2017年 |
| Speechless                                         | Canon EOS M6「Uncover the Hidden」CMソング | 2017年 |
| Permanent Vacation                                 | 映画『結婚』主題歌 | 2017年 |
| Unchained Melody                                   | テレビ朝日系『サタデーステーション』『サンデーステーション』エンディングテーマ                                                                    | 2017年 |
| Let it snow!                                       | 日本テレビ系日曜ドラマ『今からあなたを脅迫します』主題歌                                                                                          | 2017年 |
| Echo                                               | フジテレビ系木曜劇場『モンテ・クリスト伯 -華麗なる復讐-』主題歌                                                                                   | 2018年 |
| Maybe Tomorrow                                     | テレビ朝日系土曜ナイトドラマ『僕の初恋をキミに捧ぐ』主題歌                                                                                        | 2019年 |
| Made In JPN                                        | テレビ朝日系『サタデーステーション』『サンデーステーション』エンディングテーマ                                                                    | 2019年 |
| Shelly                                             | フジテレビ系「月9」『シャーロック アントールドストーリーズ』主題歌                                                                                | 2019年 |
| Searching For The Ghost                            | フジテレビ系「月9」『シャーロック アントールドストーリーズ』オープニングテーマ                                                                    | 2019年 |
| Chasing A Butterfly (feat. Nao Matsushita)         | 映画『エンジェルサイン』主題歌 | 2019年 |
| Sakura                                             | OPPO Find X2 Pro「A Day with OPPO Find X2 Pro feat. DEAN FUJIOKA」CMソング                                                                        | 2020年 |
| Go The Distance - CH Ver.                          | NetEase（网易）スマホゲーム『隐世录』キャンペーンテーマソング                                                                                     | 2020年 |
| Take Over                                          | 日本テレビ系『スッキリ』3月エンディングテーマ | 2021年 |
| Runaway                                            | フジテレビ系木曜劇場『推しの王子様』挿入歌 FODスピンオフ『ぼくの推しは王子様』主題歌 フジテレビ系『全力!脱力タイムズ』エンディングテーマ（8-9月） | 2021年 |
| Spin The Planet                                    | 「COACH」アウトレット デニム コレクション グローバル キャンペーンソング                                                                           | 2022年 |
| Apple                                              | 日本テレビ系土曜ドラマ『パンドラの果実〜科学犯罪捜査ファイル〜』主題歌                                                                            | 2022年 |
| Be Alive                                           | NetEase Games マルチプレイゲーム『第五人格』IJLプロリーグテーマソング                                                                             | 2022年 |
| Teleportation                                      | 日本テレビ系『DayDay.』8月エンディングテーマ | 2023年 |
| 被愛者                                             | 台湾Netflix犯罪サスペンスドラマ『次の被害者』Season2 エンディングテーマ                                                                           | 2024年 |
| In Truth                                           | 台湾Netflix犯罪サスペンスドラマ『次の被害者』Season2 エンディングテーマ                                                                           | 2024年 |
| Go The Distance                                    | フォルクスワーゲン「The new Golf」CMソング | 2025年 |

## ライブ

### 出演イベント
- 2014年8月16日 - High Jinks by CHAPTER47[300]
- 2016年1月30日 - LIVE@マキタスポーツ[301]
- 2018年10月10日 - MTV VMAJ 2018 -THE LIVE-[99]
- 2019年2月1日 - ☆Taku Takahashi presents インターギャラクティック -"History In The Making" Party-（※DJとして参加）[103]
- 2019年9月26日 - 908 FESTIVAL 2019[105]
- 2022年11月26日 - Act Against Anything VOL.2「THE VARIETY 28」[128]
- 2022年12月22日 - 『第五人格』秋季IJLプレイオフ & X'mas Fan Meeting「クリスマスナイトに鐘が鳴る」[129]
- 2023年6月16日、17日、18日 - Fantasy on Ice 2023 in NIIGATA[130]
- 2023年6月23日、24日、25日 - Fantasy on Ice 2023 in KOBE[130]
- 2023年7月29日 - 告五人《第一次新世界巡迴演唱會【宇宙的有趣】》[136]
- 2024年9月7日、8日 - 風とロック芋煮会 2024 イモニーシンフォニー“FURUSATO”[145]
- 2024年11月10日 - SUPERPOP JAPAN 2024[146]
- 2025年2月22日 - 『パリピ孔明 THE MOVIE』キックオフパーティー[150]

## 書籍など

### 絵本
- 『ふぁむばむ』え：ヒカリン（クラーケンラボ、2021年4月9日）[38] ISBN 978-4-910315-04-1

#### 翻訳
- 『ありさんシェフの しょうたいじょう』著：ダリオ・ポモドーロ / 絵：ロレンツォ・サンジョ（講談社、2025年10月16日発売予定）[302] ISBN 978-4-06-541073-8

### 写真集
- 『Z-Ero』撮影：RK（幻冬舎、2021年6月30日）[39] ISBN 978-4-344-03811-0

### 雑誌連載
- UOMO「Have a nice Dean!!」（集英社、2016年12月号 - 2017年10月号）[303]

### 新聞連載
- 週刊エンタメ「STORY」（読売新聞朝刊、2021年12月4・11・18・25日）